# 淳心会
淳心会（じゅんしんかい、ラテン語: Congregatio Immaculati Cordis Mariae、略称: C.I.C.M.）は、1862年11月28日に、ベルギーのマリーヌ大司教区の教区司祭であったテオフィロ・ベルビストによって創設されたカトリック男子修道会。ラテン語名称の原義は「マリアの汚れなき御心」である。発祥の地であるブリュッセル郊外のアンデルレヒトのスクート (fr:Scheut) から、スクート会とも呼ばれていた。

## 沿革
初期は中国（1865年）、ベルギー領コンゴ（現在のコンゴ民主共和国、1888年）、フィリピン（1907年）、インドネシア（1937年）でそれぞれ活動を開始した。第二次世界大戦後、世界情勢の変化に伴い、ベルギーやオランダなどの会員増加によって、会の活動が日本をはじめ、アフリカ、アジア、北中南米に拡大している。1957年の総会においては、国籍や人種を問わず、現地の若者が入会できるような体制が整えられた。

## 日本における活動

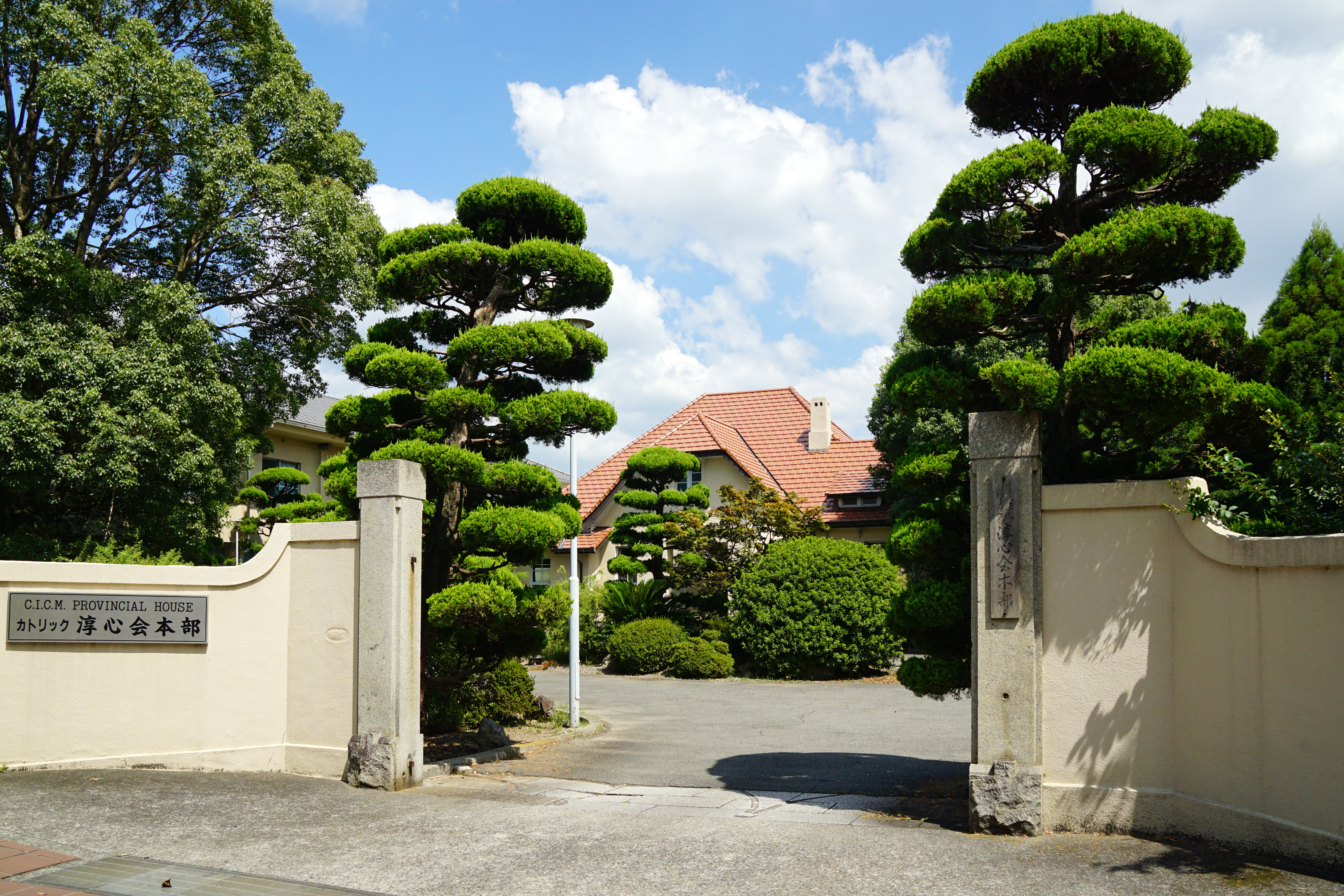
日本管区本部 （兵庫県姫路市）

日本においては1948年から福音宣教活動を開始。宗教法人 カトリック淳心会として日本管区本部を兵庫県姫路市に置き、現在、ベルギー、オランダ、コンゴ民主共和国、フィリピン、インドネシアからの宣教師が大阪、広島、東京などのさまざまな教区で活動している。
オリエンス宗教研究所は淳心会に所属する研究・出版組織であり、日本のカトリック教会で共通して用いられているリーフレット『聖書と典礼』などの出版物でよく知られている。